# 静太郎
静 太郎（しずか たろう、1964年（昭和39年）12月4日 - ）は、福岡県古賀市出身の演歌歌手である。本名：安武 和孝（やすたけ かずたか）。
身長176cm。体重70kg。血液型はA型。レコード会社は日本クラウン、芸能事務所は船村徹音楽事務所に所属する。
船村徹内弟子で、門下生で作る「船村徹同門会」（会長・鳥羽一郎）の理事である。

## 略歴・人物
1964年、福岡県古賀市のみかん農家に生まれた。車好きが高じ10年間トレーラーの運転手として九州一円を駆け回り、運転しながら唄う歌は『風雪ながれ旅』『北の大地』『兄弟船』などの船村徹の作品であった。一度は歌手になる夢をあきらめ社会人になるが、その後出場したNHKのど自慢でグランドチャンピオン大会（NHKホール）出場をきっかけに上京、船村徹の門をたたく。熱意が認められ、1992年、27歳にして憧れの船村徹の内弟子になり、船村徹の付き人として全国を動き回る。8年間の内弟子修行を経て、2000年、静 太郎（しずか たろう）として『玄海男歌』で歌手デビュー。
2014年、デビュー15周年記念作品として師匠の船村徹渾身の作曲作品「ごめんよ、おやじ」と、鳥羽一郎、天草二郎とのコラボ作品「音頭 〜寿編〜」をリリース。

## 番組出演
- NHK「ふたりのビッグショー」船村徹・北島三郎・鳥羽一郎・静太郎
- NHK「金曜バラエティー」鳥羽一郎・静太郎
- USEN C/G23 チャンネル 演歌ステーション『元気はつらつ歌謡曲』！メインパーソナリティー

## 受賞
- 板橋音楽祭新人賞
- 作曲家協会「新しい日本の歌フェスティバル2003」奨励賞
- 日本歌手協会「歌謡祭」実行委員会賞
- 日本歌手協会「歌謡祭」歌唱賞

## 作品
- 1.玄海男歌 (2000..3.23) 作詞 星野哲郎 作曲 船村徹 編曲 蔦 将包 (c/w 忠三郎旅唄)
- 2.南十字星の下で(2004.3) 作詞 木下龍太郎 作曲 船村徹 編曲 丸山雅仁  (c/w 北斗七星)
- 3.冬港 (2006.12) 作詞 吉本歌世 作曲 三宅広一 編曲 蔦 将包  (c/w ながれ酒)
- 4.恋一夜(2010.9.8) 作詞 喜多條忠 作曲 船村徹 編曲 蔦 将包  (c/w 人情横丁・笑顔町)
- 5.ごめんよ、おやじ(2014.6.4) 作詞 喜多條忠 作曲 船村徹 編曲 蔦将包  (c/w 音頭 〜寿編〜)  デビュー15周年記念
- 6.おふくろえれじぃ(2018.3.7) 作詞 喜多條忠 作曲 蔦将包 編曲 蔦将包 (c/w 一円玉の心意気)[2]